# Bellingwedde
Bellingwedde (anhörenⓘ) ist eine ehemalige Gemeinde im Nordosten der Niederlande in der Provinz Groningen.
Bellingwedde grenzt an Deutschland (Bunde, Landkreis Leer, und Rhede (Ems), Landkreis Emsland) und an die niederländischen Gemeinden (von Nord- nach Süd im Gegenuhrzeigersinn) Reiderland, Winschoten, Pekela, Stadskanaal und Vlagtwedde.

## Ortsname und Geschichte
Der Name „Bellingwedde“ ist ein Kofferwort, das als Kompromiss geschaffen wurde, als die Gemeinden Bellingwolde und Wedde 1968 fusioniert wurden.
Zum 1. Januar 2018 ging Bellingwedde in der Gemeinde Westerwolde auf. Bellingwedde hatte zuletzt 8.805 Einwohner (Stand: 31. Dezember 2017) und eine Fläche von 110,09 km².

## Sehenswürdigkeiten
Sehenswert sind die sogenannten Girlandegärten (auf Niederländisch: „slingertuinen“), die vielen großen alten Bauernhöfe, die Galerieholländer-Windmühle, die Magnuskirche von Bellingwolde (14. Jahrhundert) und die Kirche von Vriescheloo (1711) sowie das Festungsdorf Oudeschans (1593 angelegt).

## Sitzverteilung im Gemeinderat (bis 2017)
| Partei                          | Sitze | Sitze | Sitze | Sitze |
| Partei                          | 2002  | 2006  | 2010  | 2014  |
| ------------------------------- | ----- | ----- | ----- | ----- |
| SP                              | —     | —     | 2     | 3     |
| PvdA                            | 6     | 5     | 3     | 3     |
| CDA                             | 2     | 2     | 2     | 2     |
| VVD                             | 3     | 1     | 2     | 2     |
| GroenLinks                      | 2     | 2     | 1     | 1     |
| Plaatselijk Belang Bellingwedde | —     | 3     | 3     | 1     |
| Westerwolde Lokaal              | —     | —     | —     | 1     |
| Gesamt                          | 13    | 13    | 13    | 13    |

## Trivia
Von 1979 bis 2007 war Herr Engbert Drenth Bürgermeister von Bellingwedde. Bei seinem Abtritt war er damit länger im Amt als alle damals 466 anderen Bürgermeister in den Niederlanden.